# Куба
Ку́ба (ісп. Cuba МФА: [ˈkuβa]) — острівна держава у Латинській Америці, в регіоні Вест-Індії, в акваторії Карибського моря. Офіційна назва — Респу́бліка Ку́ба (ісп. República de Cuba). Займає терени островів Куба та Ісла-де-ла-Хувентуд і прилеглих малих островів. Столиця — Гавана. Офіційна мова — іспанська. Панівна релігія — католицтво (60 %). Форма правління — соціалістична республіка.
Сформувалася як іспанська колонія, складова Віцекоролівства Нової Іспанії (1535—1607) та Кубинського генерал-капітанства (1607—1898). Унезалежнилася від Іспанії після іспано-американської війни (1898). Перебувала під протекторатом США (1898—1902). У 1902—1959 роках була демократичною республікою, останні роки якої ознаменувалися військовою диктатурою Батісти. Внаслідок Кубинської революції 1959 року стала соціалістичною країною, де було встановлено комуністичний режим Фіделя Кастро. Виступала противником США і союзником СРСР у Холодній війні (до 1991).
Член ООН. Населення — 11,2 мільйонів осіб.

## Етимологія
Назва «Куба» походить з мови індіанців Таїно, народу що в часи Колумба населяв Великі Антильські острови. Точний зміст назви неясний, є точка зору, що вона може позначати «місце, де родюча земля рясна» — (cubao) або «прекрасне місце» — (coabana).
Є також гіпотеза, що Христофор Колумб назвав острів на честь селища Куба в районі Бежа в Португалії.

## Природа
Див. також Геологія Куби, Гідрогеологія Куби, Сейсмічність Куби
Куба розташована в північній частині Карибського басейну на перехресті Карибського моря, Мексиканської затоки та Атлантичного океану. Куба лежить на півдні від американського півострова Флорида, на заході від Гаїті і на сході від Мексики. Водні ресурси розподілені вкрай нерівномірно, що спільно з іншими чинниками створює труднощі для ведення сільського господарства. Багато районів Куби потребують зрошення.

### Рельєф

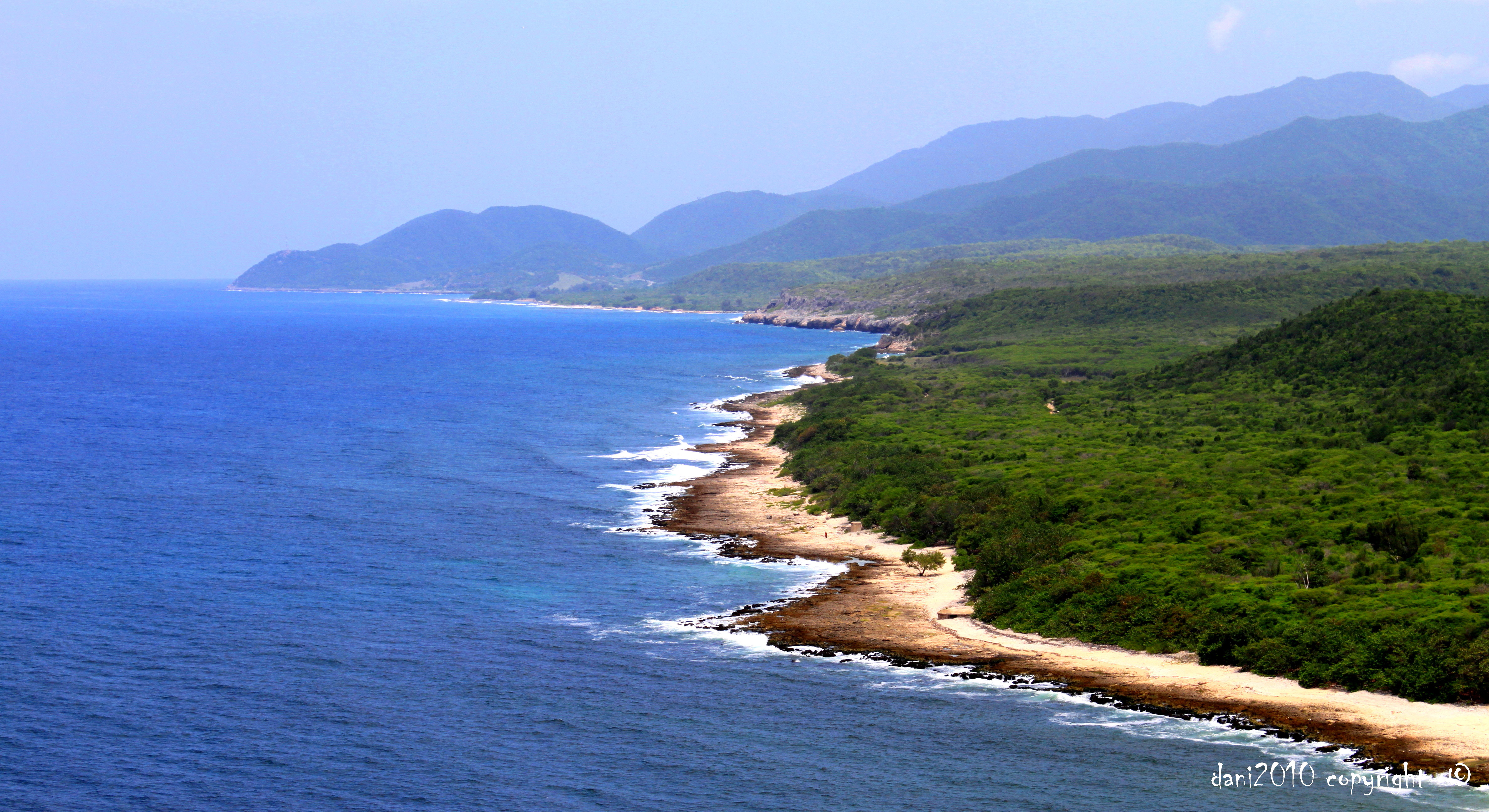
Сьєрра-Маестра

Велика частина Куби зайнята низинами та рівнинами, гірськими кряжами та піднесеннями. Гірські кряжі нижчі на заході та дещо вищі на сході, розташовані вздовж узбережжя. На заході, на півострові Гуанаакабібес, уздовж берега тягнеться вапняковий кряж із сильно еродованою поверхнею та своєрідним карстовим рельєфом. На захід від Гавани тягнеться вузький гребінь Сьєрра-де-лос-Органос заввишки від 150 до 750 м.
У центральній частині острова є високі гори Сьєрра-де-Тринідад, із верхівкою Сан-Хуолан, що сягає 1156 м. Найбільша гірська система Куби розкинулася на сході — долина Ґуантанамо розділяє її на північну частину (масиви Сьєрра-дель-Кристаль, Сьєрра-де-Ніпе, Кучильяс-де-Тоа та Сьєрра-де-Пуріяль, що сягають до 1230 м) і південну, утворену хребтом Сьєрра-Маестра, де є найвища точка Куби — пік Туркино (1974 м).
Окрім гірських хребтів і піднесень ландшафт Куби рясніє карстовими формами й долинами. В одній із таких долин — Юмурі на півночі острова створено заповідник. Визначними пам'ятками долини є тропічні ландшафти й печери, система Бельямар відома своїми кристалічними утвореннями. Річка Юмурі протікає через депресію пласким дном, діаметром близько 8 км і крутими схилами заввишки близько 150 м.

### Клімат
Куба має тропічний клімат. Він відрізняється особливим температурним режимом, на який впливають теплі навколишні течії. Північно-східні пасати, що несуть вологу, досягають більшості території острова, за винятком глибоких долин у горах і деяких ділянок південно-східного узбережжя. Влітку температури дещо помірніші, взимку клімат, як правило, теплий і комфортний. На піднесеннях і на схилах північної частини країни температури нижче. У Гавані середня річна температура становить 25° С, температура найхолоднішого місяця (січня) — 22° С, найтеплішого (липня) — 28° С. Найвища температура на острові — 38° С. Часом на північно-східні райони Куби впливають з півночі холодні повітряні маси, які знижують температуру майже до 0° С. На всій території острова, за винятком крайнього південного сходу, випадає багато дощів (близько 1100 мм в рік), в основному влітку і восени. Взимку погода сонячна та суха.

### Гідрографія
Річки Куби не мають великого господарського значення. Найдовша річка — Кауто в гірській області південного сходу країни, завдовжки приблизно 240 км, судноплавна для невеликих судів у нижній течії становить близько 120 км. 

### Ґрунти
Ґрунти Куби переважно (близько 80 %) розвинені на продуктах вивітрення вапняків. Ці ґрунти відрізняються великою родючістю і є сприятливі для вирощування тропічних культур, передусім важливої для економіки країни цукрової тростини.

### Флора і рослинність

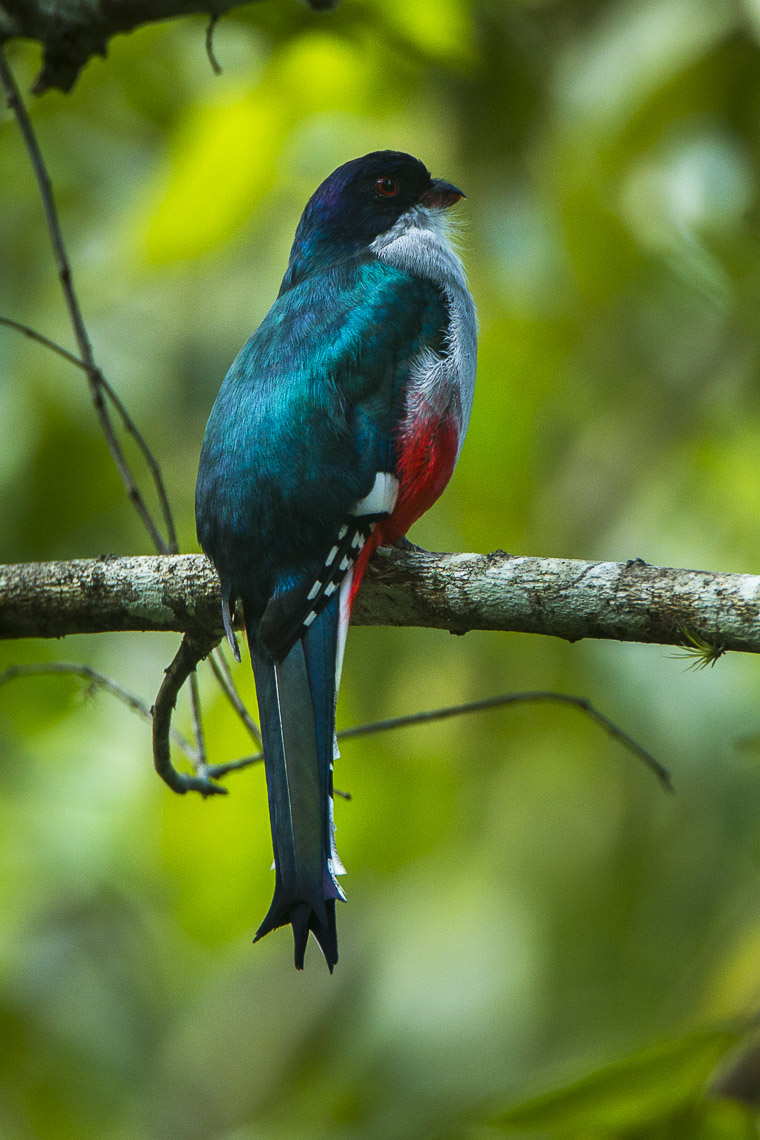
Кубинський трогон (Priotelus temnurus) — ендемік та національний птах Куби

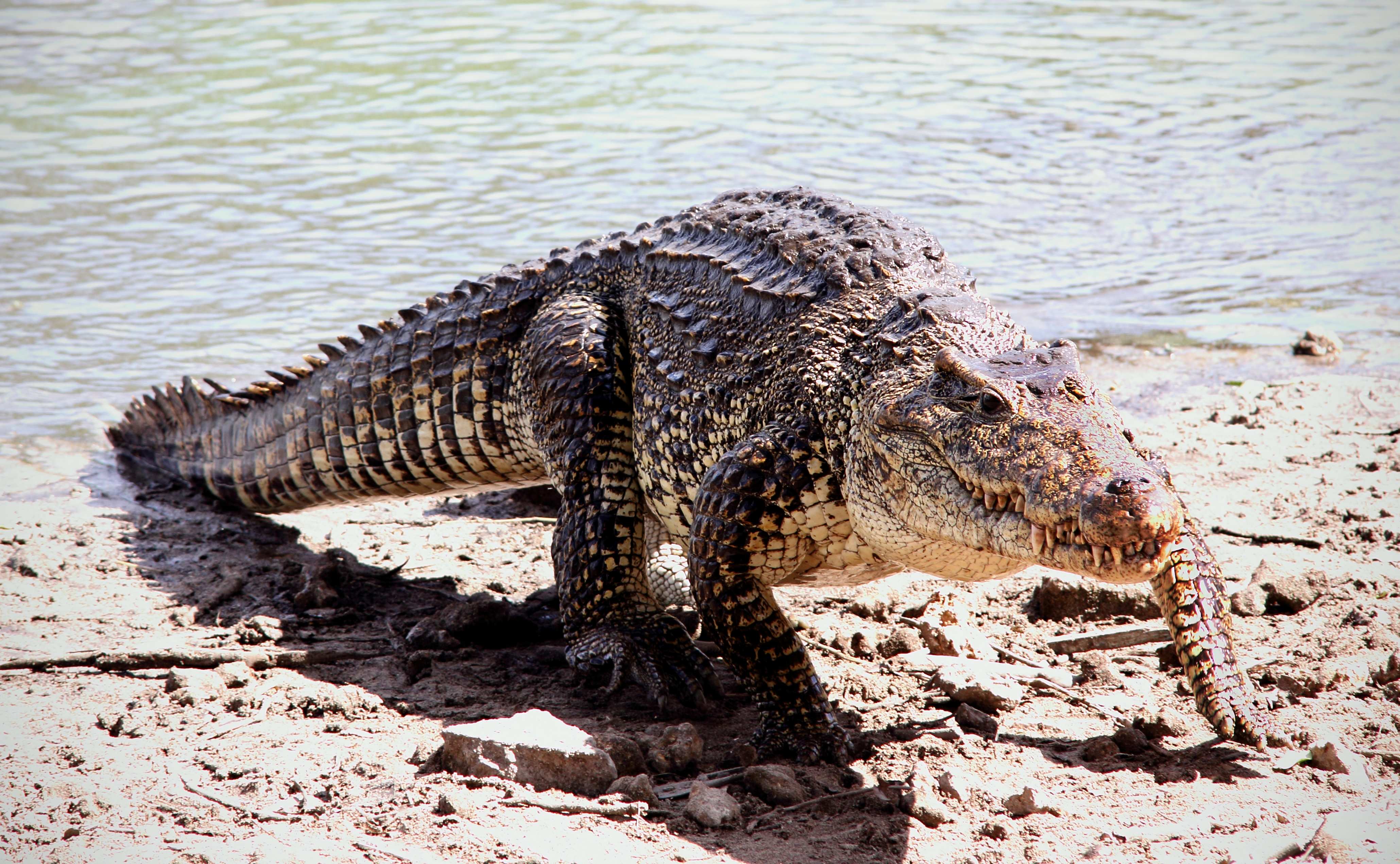
Кубинський крокодил належить до зникаючих видів

Див. також Кактуси Куби
Завдяки м'якому клімату й родючим ґрунтам на Кубі є понад 3000 видів тропічних рослин і квітів. У деяких вологіших гірських районах трапляються ліси з червоного, ґуаякового, кампешевого дерев і цедрели. Із цінних порід понад усе поширена королівська пальма.
По всьому острову можна побачити різноманітні види з родини Кактусових. У тропічних лісах ростуть кактуси з роду Селеніцереус (Selenicereus), на схилах туфових гір та на оголеннях нагір'я Баракоа трапляються різні види Мелокактусів (Melocactus), на вузьких берегових терасах Сьєрра-Маестро — різні види Опунцій (Opuntia), майже на всій території Куби можна побачити кактуси з родів Лептоцереус (Leptocereus) та Харрізія (Harrisia), Гілоцереус (Hylocereus cubensis).

### Тваринний світ
Див. також Список ссавців Куби
На Кубі мешкає приблизно 200 видів птахів і безліч різноманітних комах. Тут живуть гризуни чіпкохвості хутії (рід Capromys) і кубинський щілинозуб (Solenodon cubanus). На острові також є декілька видів кажанів, а на узбережжі та в річках мешкає американський ламантин (Trichechus manatus). Олені були завезені на острови як дичина для мисливців. З рептилій водяться алігатори, ігуани й інші ящірки, а також декілька видів неотруйних змій. В озерах карстових печер мешкають сліпі риби та креветки.

### Природоохоронні території
На Кубі нараховується понад 300 природоохоронних територій, які обіймають приблизно 22 % території країни. ЮНЕСКО оголосила шість районів Куби біосферними заповідниками: півострів Гуанакабібес, Сьєрра-дель-Росаріо, національні парки Сьєнага-де-Сапата на заході, Ель-Кагуанес в центральній частині й парки Баконао та Кучильяс-дель-Тоа на сході острова.

## Історія

### Доколумбовий період

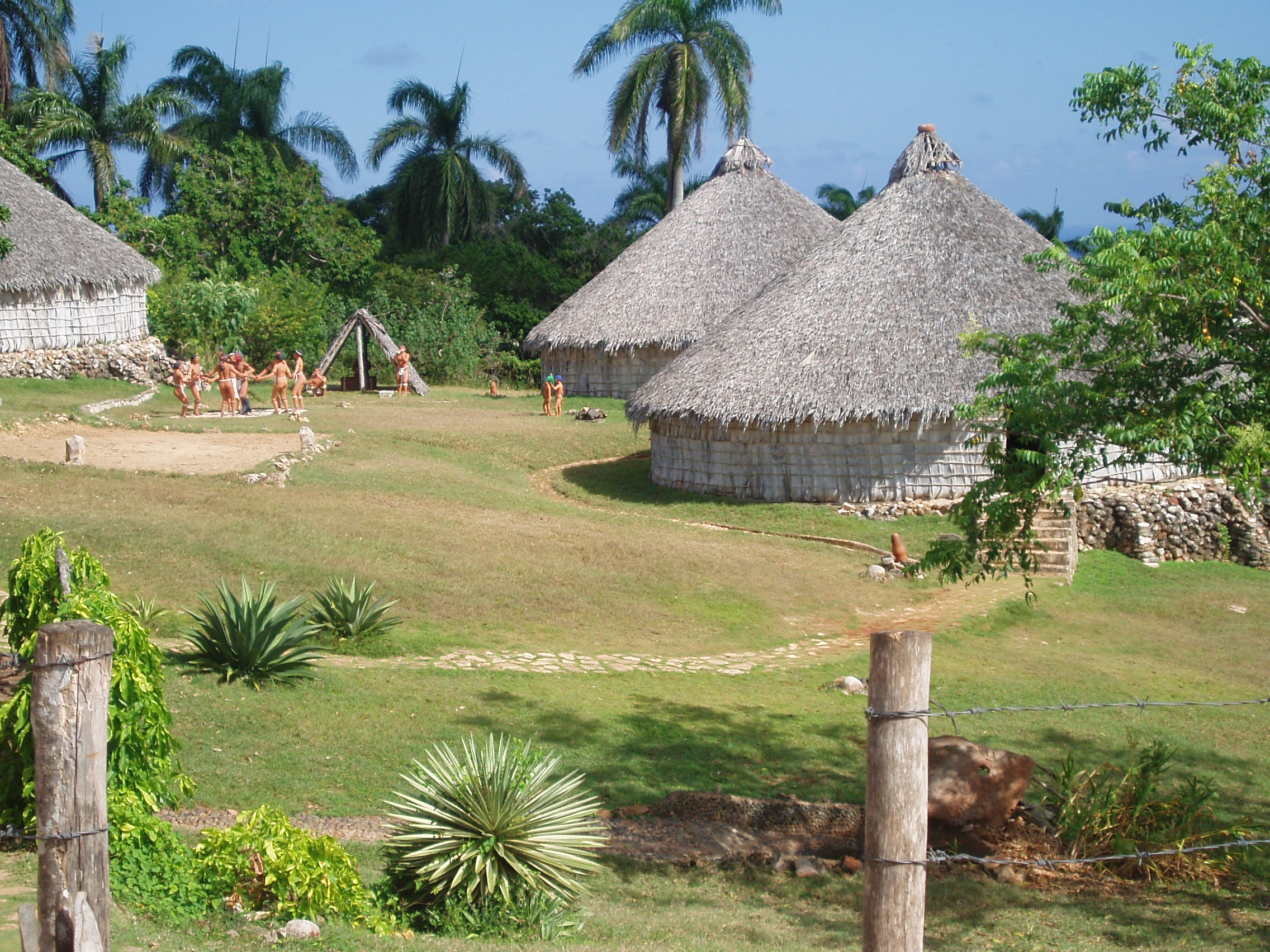
Таїноське поселення

До прибуття іспанців на Кубу її населяли індіанці різних народностей — сібонеї, таїносці та гуанахатабеї. Найчисленнішими були перші дві групи. Сібонеї мігрували до острова у III тисячолітті до н. е. з території Південної Америки. Вони займалися мисливством, рибальством, збиральництвом і примітивним сільським господарством. Таїносці переселилися до Куби з Гаїті в III столітті н. е. Вони стали панівним етносом острова завдяки землеробству, вирощуванню кукурудзи. На початок XVI століття індіанське населення Куби становило близько 150 тисяч осіб.

### Іспанська доба (1492—1898)
28 жовтня 1492 року до Куби прибула іспанська експедиція під проводом Христофора Колумба. Він проголосив відкритий ним острів володінням Кастильської Корони і назвав його Хуановим островом (ісп. Isla Juana), на честь астурійського принца Хуана. 1511 року іспанські відкривачі під проводом Дієго Веласкеса заснували перше поселення — Баракоа. 1515 року було споруджено Гавану, що згодом стала столицею іспанського генерал-капітанства на Кубі. Іспанці оподатковували і обкладали повинностями індіанців за системою енком'єнди. Більшість тубільців загинула від інфекційних хвороб — кору і віспи. Так, епідемія віспи 1529 року викосила дві третини індіанського населення Куби.

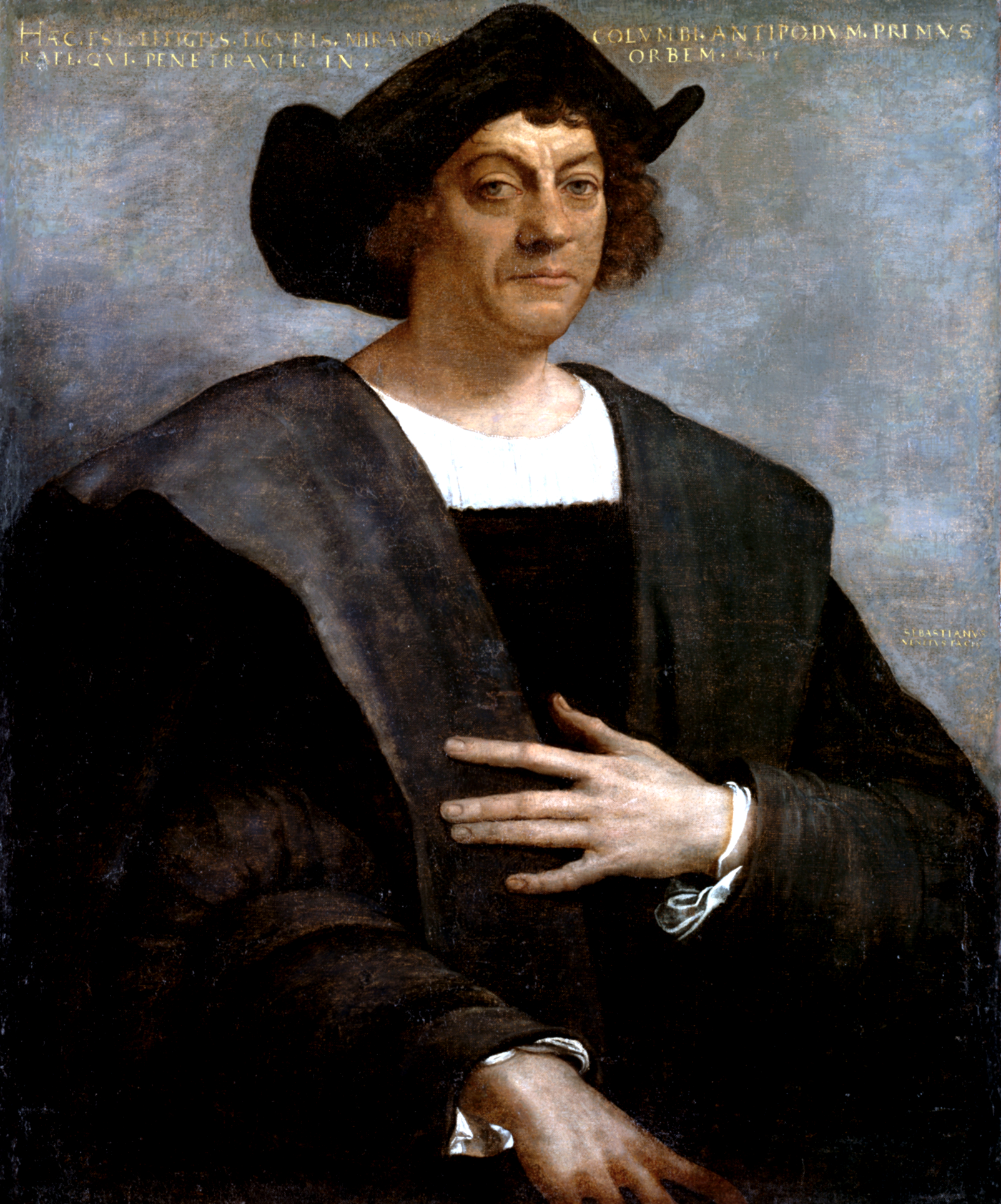
Колумб
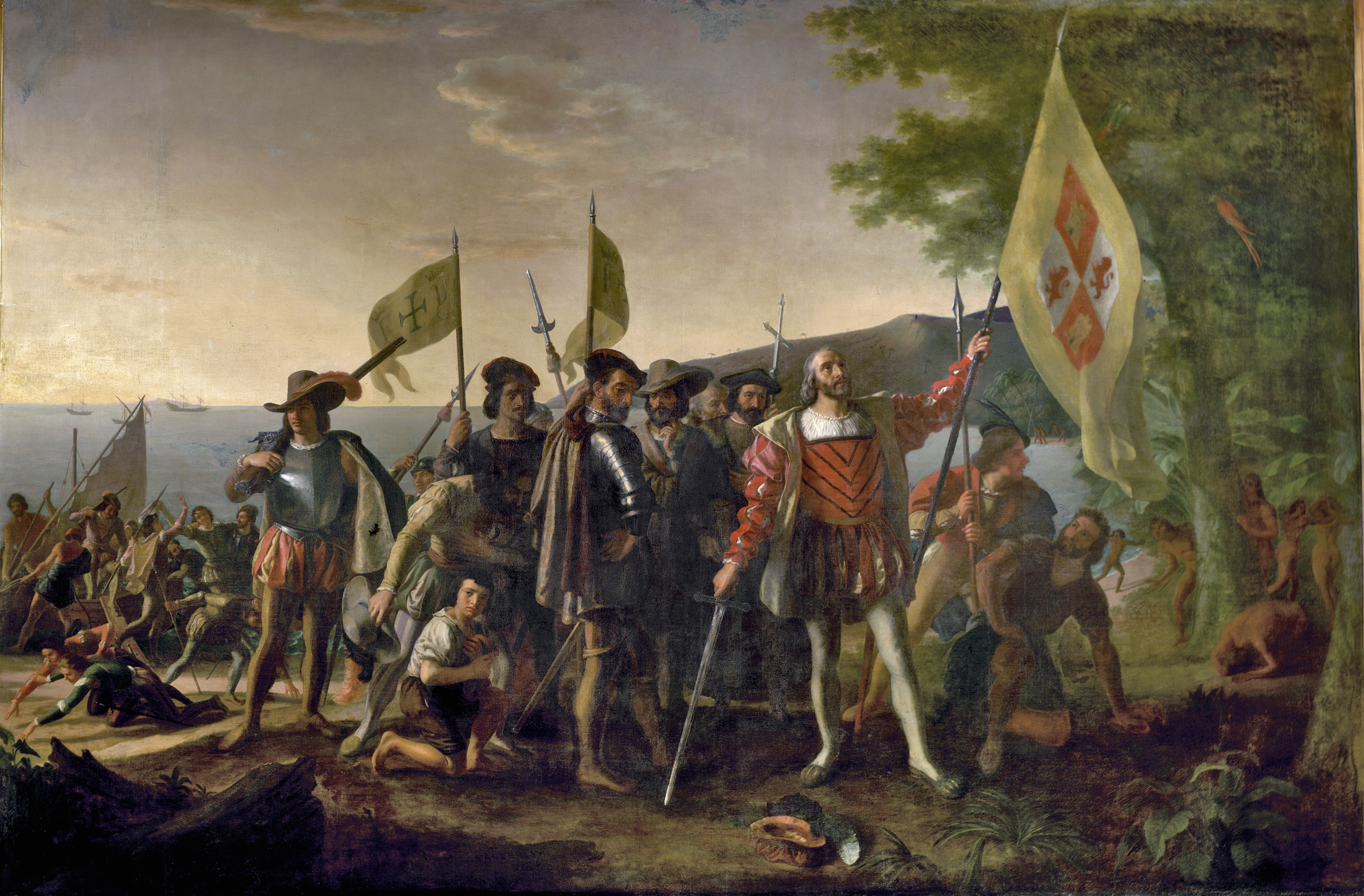
Прибуття іспанців
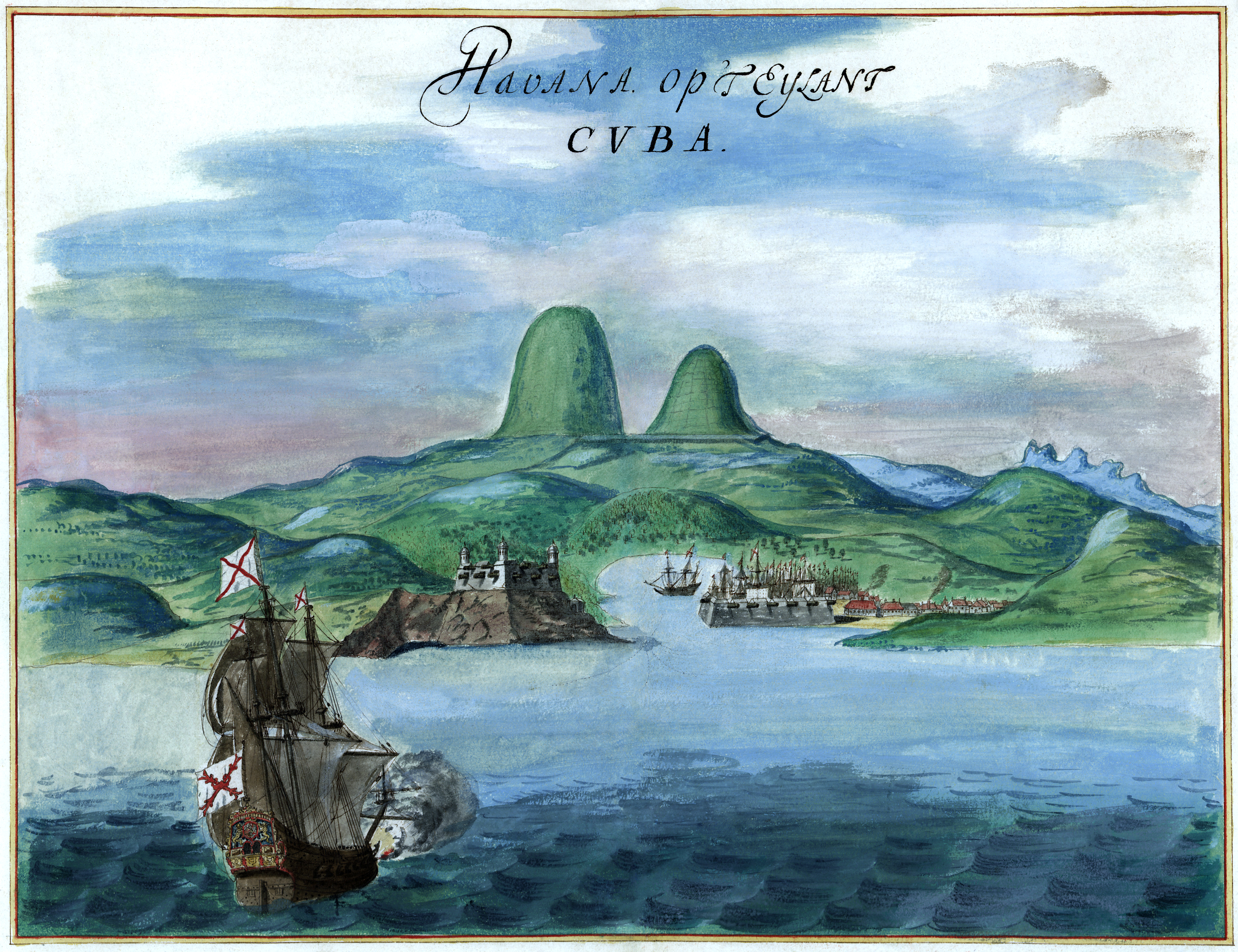
Гаванська затока
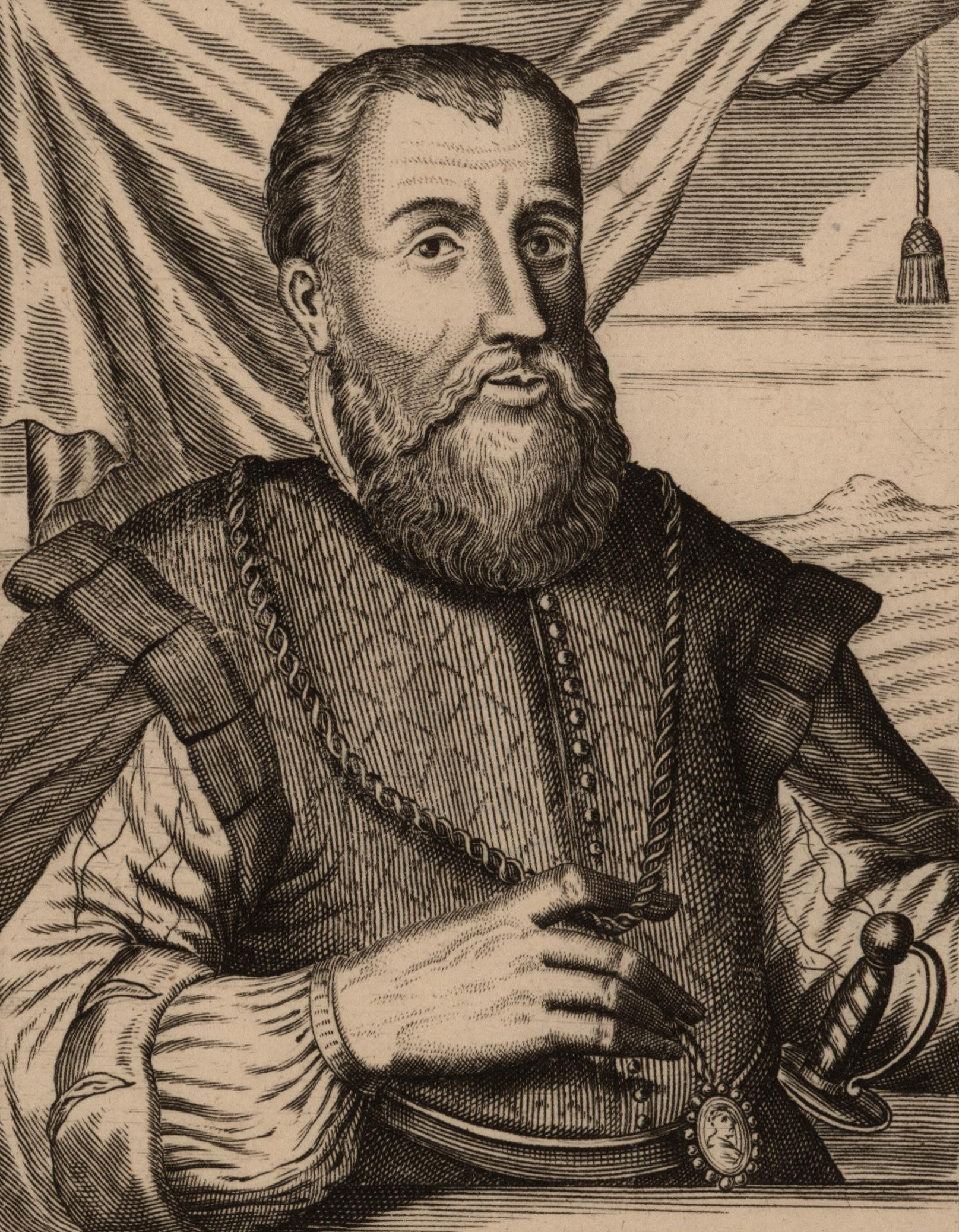
Дієго Веласкес

Острів залишався у володінні Іспанії і протягом 388 років був головним центром іспанської експансії у регіоні. У 1762 р. Велика Британія захопила Гавану на короткий час, але повернула її у володіння Іспанії наступного року. Так, як і в багатьох інших регіонах нового світу, кубинське суспільство складалося з іспанської еліти землевласників, селян-креолів та рабів, яких завезли на Кубу з Африки.
На відміну від інших іспанських володінь в Америці, які швидко проголосили незалежність на початку XIX сторіччя, Куба довго залишалася вірною Іспанії завдяки добре налагодженій торгівлі з Європою та побоюванню повстань чорношкірих рабів і експансії Сполучених Штатів. Втручання США у внутрішні справи острова почалося ще 1848 року, коли спроба захопити острів повстанцями з Флориди була придушена іспанською адміністрацією. США також формально зверталися до Іспанії з пропозицією купити Кубу і приєднати її до США, однак Іспанія відмовлялася, оскільки Куба залишалася ключовим і останнім володінням Іспанії на американському континенті.

### Незалежність
Острів здобув незалежність після Іспано-американської війни 1898 року, коли Іспанія за Паризькою мирною угодою відмовилася від володінь на Кубі. Країна, проте, залишалася під протекцією США до травня 1902 року, коли проголосила незалежність. Згідно з поправкою Платта Сполучені Штати мали контроль над економічною та зовнішньополітичною діяльністю республіки й утримували Гуантанамо у своєму володінні. Цю поправку скасували тільки 1934 року.
Протягом десятиліть країною керували вибрані президенти і диктатор Фульхенсіо Батиста, який захопив владу у країні внаслідок державного перевороту. Під його керівництвом у країні поширилася корупція і посилилися репресії проти опозиції. У 1959 році режим Батисти було повалено опозиційним рухом на чолі з Фіделем Кастро та Ернесто Че Геварою. Новий режим викликав невдоволення американської адміністрації, і вона запровадила проти Куби економічне ембарго, яке триває донині.

### Революційна Куба

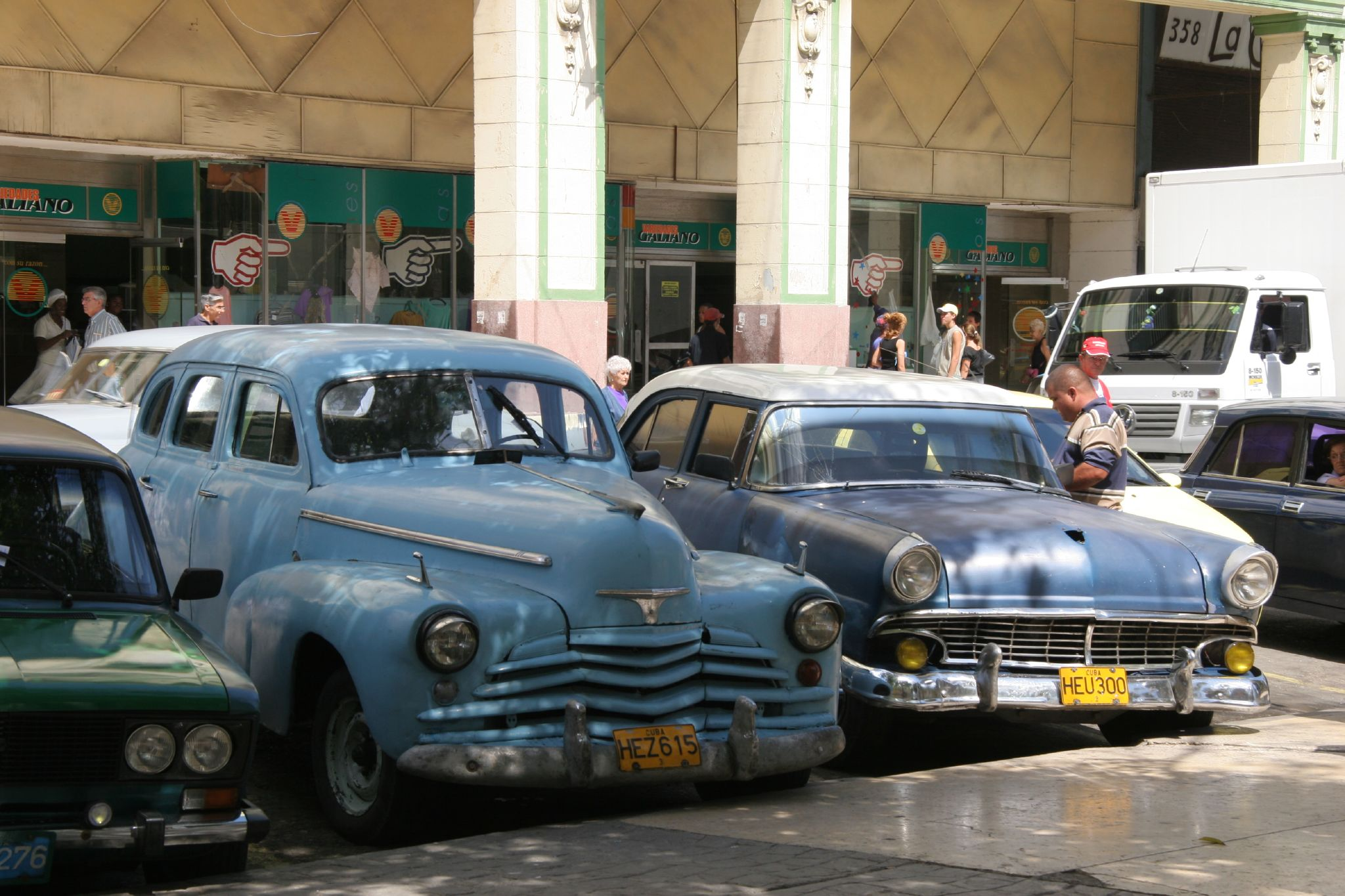
Американські машини, які збереглися від часу американського ембарго на Кубі.

У 1958 році США припинили воєнну допомогу президенту-диктатору Фульхенсіо Батисті у зв'язку з численними порушеннями ним прав людини. У січні 1959 року під тиском народних протестів ставленик олігархії та міжнародної ігорної мафії диктатор Батиста покинув Кубу. Влада в країні перейшла до широкої коаліції демократичних кіл. Президентом був обраний знаний критик Батисти, ліберальний правознавець та освічений політик Мануель Уррутія.

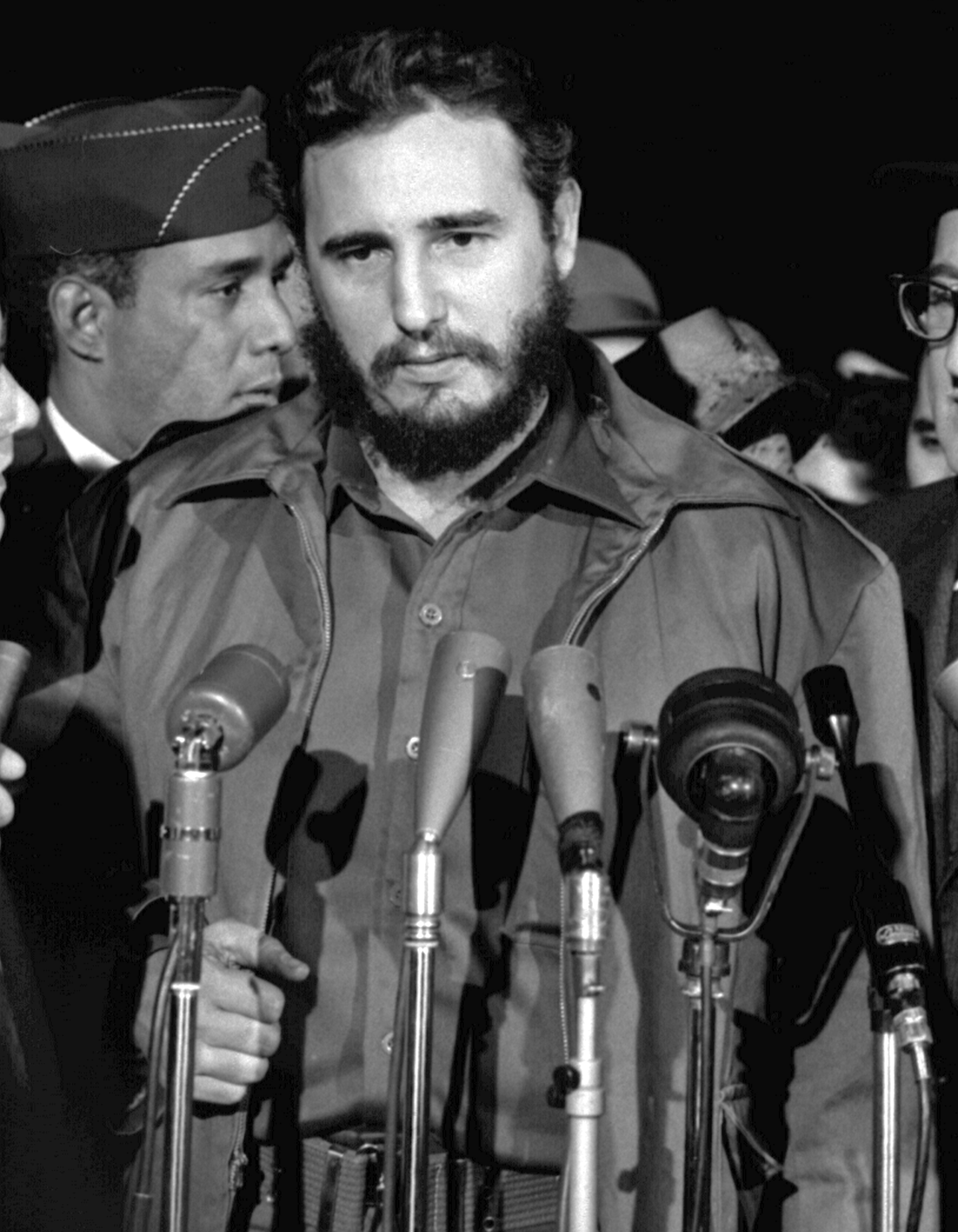
Фідель Кастро

Але невдовзі владу в країні перехопив харизматичний лідер терористичних партизанських загонів «барбудос» з Сьєрра-Маестри полум'яний демагог, Фідель Кастро. Він скинув Мануеля Уррутія та встановив власний авторитарний терористичний режим. За перші пів року його панування його каральними загонами «барбудос» було безсудно вбито більше противників Кастро ніж за сім років попереднього правління (1952—1959) «кривавого диктатора» Батисти.
Незабаром Кастро, для підтримки свого режиму, запросив фінансової та воєнної допомоги з боку СРСР. Кубу наводнила радянська військова техніка та радянські «радники» — військові інструктори.
У квітні 1961 року, емігрантські загони антикастрівської опозиції за підтримки ЦРУ здійснили спробу воєнного вторгнення на Кубу в Затоці Свиней. Після тріумфального розгрому емігрантського десанту у затоці 16 квітня 1962 року Фідель Кастро проголосив кубинську революцію «соціалістичною» і посилив інтеграцію Куби в соціалістичний табір та зближення з Радянським Союзом. Тісна економічна й військова співпраця Куби та СРСР і розміщення радянських ядерних ракет на острові призвели до Карибської кризи 1962 року. Криза була розв'язана, коли СРСР погодився забрати ракети з острова.
З моменту погіршення стосунків із США та зближенням з СРСР понад мільйон кубинців емігрувало до Сполучених Штатів. Економічні втрати від ембарго США компенсувалися економічною допомогою СРСР. За цей період Кубі вдалося диверсифікувати свою економіку і почати виробництво та переробку інших продуктів крім цукру, який довгий час був основною галуззю економіки. Як член соціалістичного табору Куба брала участь у військових діях в Африці і Азії, де діяли загони кубинської армії. Куба також надавала підтримку революційним та повстанським рухам в Латинській Америці.
Після розпаду Радянського Союзу і Ради Економічної Взаємодопомоги Куба зіткнулася з припиненням економічної допомоги та падінням попиту на товари її експорту, що спричинило погіршення економічної ситуації. Попри це, на відміну від країн Центрально-Східної Європи та колишнього Радянського Союзу, Куба відмовилася від впровадження рецептів Вашингтонського консенсусу, і попри певну економічну лібералізацію та залучення іноземних інвестицій, не було проведено масштабних приватизацій та дерегуляції економіки. Загалом кубинські економічні реформи були спрямовані на пристосування до нових умов за збереження командно-адміністративної системи, а не на її демонтаж.
Попри те, що Куба була досить відсталою країною на початок 90-х і основним продуктом її експорту навіть у 1990 році був цукор, їй вдалося перепрофілювати економіку, і якщо всередині РЕВ цукор становив 73 % експортних надходжень Куби, то на 2012 р. він становив уже лише 3 %. Натомість було розвинуто індустрію туризму, видобуток нікелю, нафтопереробну промисловість та сферу послуг. Також вдалося диверсифікувати торгівлю, і якщо на початок 90-х основними торговими партнерами Куби були країни РЕВ, то вже в 2000 році 32 % кубинського експорту припадало на Західну Європу, а на колишні країни РЕВ — 27 %. В 2000-х роках вдалося розвинути масштабну економічну співпрацю з Венесуелою, а також Куба стала однією із співзасновниць Боліваріанського альянсу народів Америки. Загалом, попри несприятливі умови, зокрема економічні санкції США, які протягом 90-х та 2000-х років лише посилювалися, а також дуже обмежений доступ до фінансових ринків, економіка Куби працювала на рівні з іншими колишніми країнами РЕВ і траєкторія її економічного розвитку відповідала загальним тенденціям «перехідних економік», хоча країни Центрально-Східної Європи та колишнього Радянського Союзу, на відміну від Куби, мали масштабну фінансову та економічну підтримку МВФ, Світового банку, ЄБРР тощо. В липні 2018 року був прийнятий Проєкт змін до Конституції Куби, якими проголошено захист прав через сексуальну орієнтацію, котрим прибрано норму, «що шлюб є консенсуальним союзом між чоловіком і жінкою».
Погіршення стосунків з деякими європейськими країнами відбувалося під час хвиль репресій проти опозиційних сил у країні.

### Нормалізація відносин зі США
У грудні 2014 року, виступаючи по телебаченню, президенти США та Куби одночасно заявили про нормалізацію відносин між їхніми країнами. Угода про співпрацю була досягнута за активного посередництва папи римського Франциска. Однією з умов угоди, стало звільнення американського громадянина Алана Гросса, якого Куба звинувачувала у шпигунстві, зі своєї сторони США звільнили Рамона Лабаньїно, Херардо Ернандеса та Антоніо Герреро, що були заарештовані ФБР в 1998 році за шпигунство і змову з метою вбивства. Сторони також домовилися про відкриття американського посольства у Гавані та по низці інших гуманітарних та фінансових питань.
14 квітня 2015 року президент США Барак Обама заявив, що має намір прибрати Кубу із списку держав спонсорів тероризму. У своєму посланні до конгресу він заявив, що за останні шість місяців Куба «не надавала жодної підтримки міжнародному тероризму» та «надавала гарантії того, що не підтримуватиме актів міжнародного тероризму у майбутньому».

## Державний устрій
Згідно з конституцією країни 1976 року та її новою редакцією 1992 р., Куба — «соціалістична держава». Найвищий орган влади — Національна асамблея народної влади (ісп. Asamblea Nacional de Poder Popular), яка обирає 609 депутатів загальним голосуванням на п'ятирічний термін. Асамблея обирає зі свого складу Державну раду, яка представляє її між сесіями, виконує її ухвали та здійснює інші функції. Рада несе відповідальність перед асамблеєю і звітує перед нею.

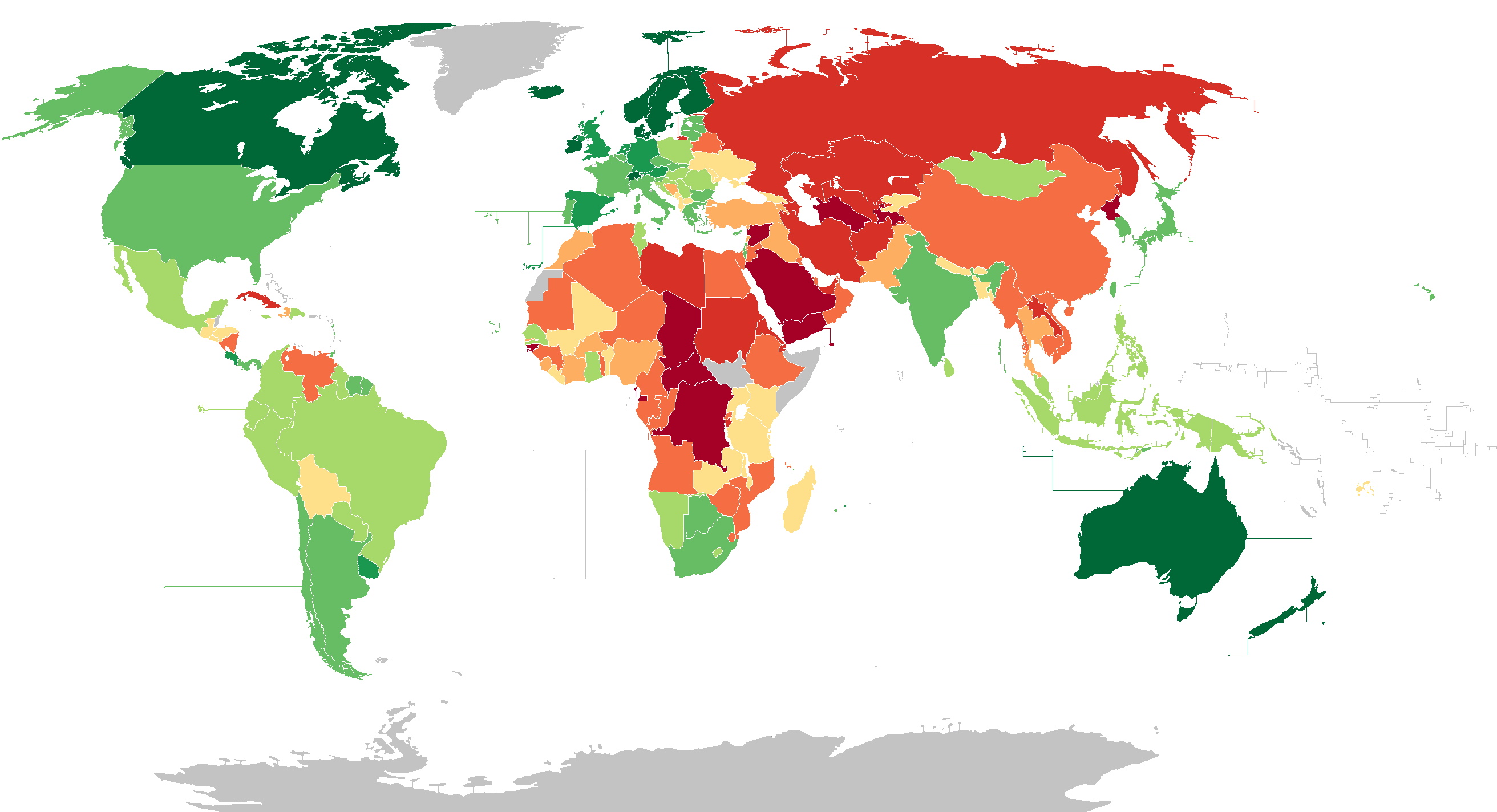
Куба вважається авторитарним режимом відповідно до Індексу демократії

Голова Державної ради наділений надзвичайно широкими повноваженнями. Він очолює уряд і одночасно є верховним головнокомандувачем збройних сил, скликає засідання Державної ради і Ради міністрів, а також керує ними, видає закони, інші ухвали і нормативні акти, схвалені Державною радою, Радою міністрів або його виконкомом. Фідель Кастро — голова Державної ради з 1976 р., він безперервно очолює кубинський уряд з 1959 р. В його руках зосереджена влада держави, уряду, правлячої партії і збройних сил. У 2003 р. був переобраний головою Державної ради.
У разі відсутності, хвороби або смерті голови Державної ради, виконувати його обов'язки повинен перший заступник голови, яка є другою офіційною особою в державі. Цю посаду займає брат Фіделя Кастро — Рауль Кастро Рус. Він одночасно другий секретар ЦК КПК, перший заступник голови Ради міністрів і міністр оборони країни. 31 липня 2006 р. під час хвороби Фідель Кастро передав обов'язки голови Державної ради своєму братові Раулю. У квітні 2007 р. він проголосив про свій намір повернутися до керівництва державою.
Важливу роль на місцях відіграють «Комітети захисту революції», створені після 1960 р. Вони здійснюють постійне спостереження за становищем у громадах і збереженням порядку, організовують вакцинацію населення тощо.

### Політичні партії
Після 1959 року політичні партії, опозиційні уряду Фіделя Кастро, були заборонені. Офіційно продовжувалася діяльність тільки трьох проурядових організацій — «Руху 26 липня», очолюваного самим Кастро, народно-соціалістичної партії і «Революційного директорату 13 березня». У 1961 р. вони злилися в «Об'єднані революційні організації», перетворені в 1962–1963 рр. в Єдину партію соціалістичної революції Куби (ЕПСРК). Це було початком однопартійної системи на Кубі.

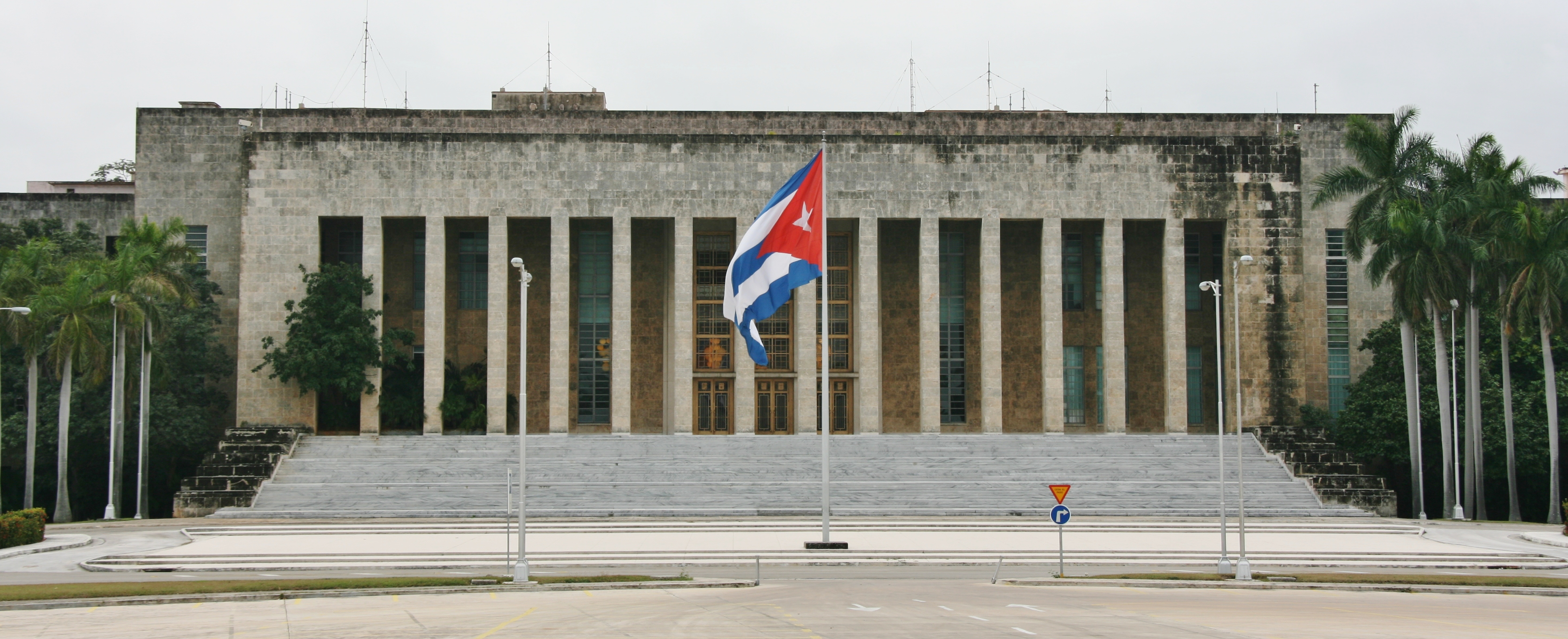
Будівля ЦК Комуністичної партії Куби

Комуністична партія Куби (КПК) — створена в жовтні 1965 р. на основі ЕПСРК, проте її перший з'їзд був проведений тільки 1975 р., другий — 1980 р. Ідеологія КПК ґрунтується на «ідеях Хосе Марті» і марксизму-ленінізму. Згідно з конституцією, компартія відіграє керівну роль у суспільстві і політичній системі. Під її контролем діють профспілки, молодіжні, жіночі та всі інші громадські організації.
У 1985 р. на Кубі був прийнятий закон про асоціації. Відповідно до нього Соціал-демократична партія Куби, Кубинська партія за права людини та інші зробили спробу зареєструватися, але всі вони отримали відмову. Опозиція на Кубі (правозахисна, соціал-демократична, пацифістська, ліберальна, анархістська) діє нелегально.

## Адміністративний поділ
До складу Куби входять 15 провінцій та один окремий муніципалітет — острів Ісла-де-ла-Хувентуд. До революції 1959 року існувало шість історичних провінцій, які було пізніше поділено на 15 менших провінцій. Сучасний поділ нагадує поділ країни за часів іспанського володіння та війни за незалежність. Теперішні провінції поділені на подальші 169 муніципалітетів (ісп. municipios).
| 1. Пінар-дель-Ріоська провінція 2. Артеміська провінція 3. Гавана (особливе місто) 4. Маябекеська провінція 5. Матансаська провінція 6. Сьєнфуегоська провінція 7. Вілья-Кларська провінція 8. Санкті-Спіритуська провінція 9. Сьєго-де-Авільська провінція 10. Камагуейська провінція 11. Лас-Тунаська провінція 12. Гранмська провінція 13. Ольгінська провінція 14. Сантьяго-де-Кубинська провінція 15. Гуантанамська провінція 16. Ісла-де-ла-Хувентуд (особливий муніципалітет) |

## Населення
Населення Куби становить 11,184 млн осіб. Расовий склад: 65 % — представники білої раси, 12 % — афроамериканці, 22 % — мулати. Однак інші джерела свідчать про те, що біле населення становить лише 40 %, а решта людей, які проживають у країні, представлена насамперед афроамериканцями і мулатами (здебільшого), а також китайцями, євреями, арабами, індіанцями й іншими. Періодично зростання населення сповільнюється внаслідок еміграції.
За роки правління Кубою Фіделя Кастро країну нелегально покинуло понад 800 тисяч кубинців.

## Економіка

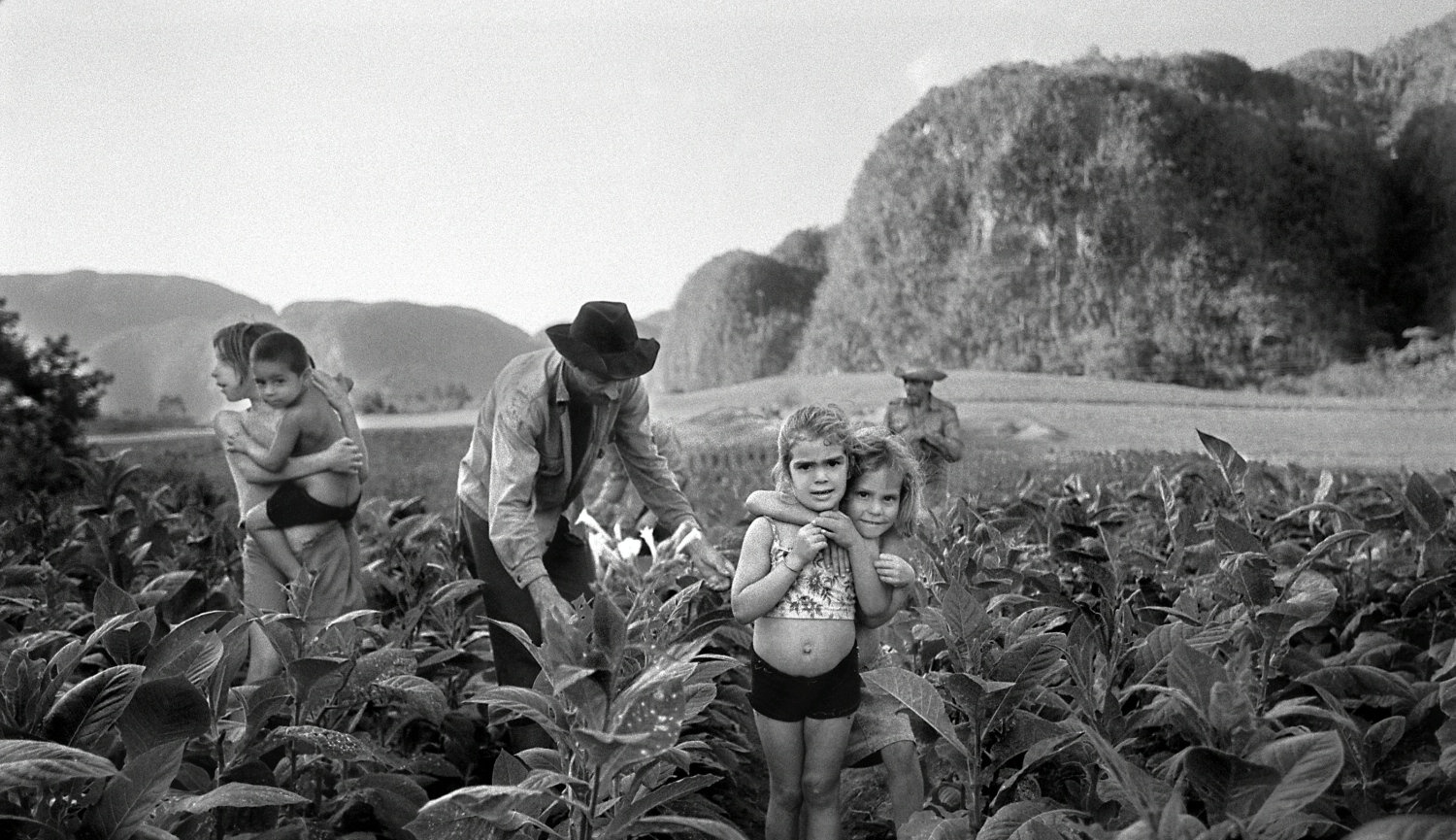
Мануель Рівера-Ортіс: Урожай тютюну, Valle de Viñales, Куба (2002)

Куба — соціалістична держава. Її економіка майже повністю націоналізована і уряд запровадив і підтримує планову економіку.
Куба — аграрно-індустріальна країна. Основні галузі промисловості: цукрова, нафтова, харчова, тютюнова, текстильна, хімічна, паперова, деревообробна, нікелева, цементна, сільськогосподарське машинобудування. Транспорт: залізничний, автомобільний, морський. Осн. мор. порти: Гавана, Сантьяго-де-Куба, Марієль, Сьєнфуегос, Нуевітас. Міжнародний аеропорт — в м. Гавана.
Див. також: Корисні копалини Куби, Історія освоєння мінеральних ресурсів Куби, Гірнича промисловість Куби, Виробництво кави на Кубі.

## Релігія
У 2004 році Патріарх Варфоломій І освятив перший православний храм Святого Миколая на Кубі. Того ж року він піддав критиці ембарго США на торгівлю із Кубою. Візит православного Патріарха став найзначнішим для Куби з часу історичної поїздки Папи Римського в 1998 році. Як жест для Папи Куба тоді звільнила 200 ув'язнених. Кубинські дисиденти, які домагались демократичних змін в кубинській однопартійній системі, закликали Патріарха натиснути на Кастро для звільнення 75 супротивників режиму, ув'язнених в ході кампанії політичних переслідувань у 2003 році.

## Культура
Культура Куби є яскравим прикладом взаємопроникнення іспанських та африканських культур.

### Література

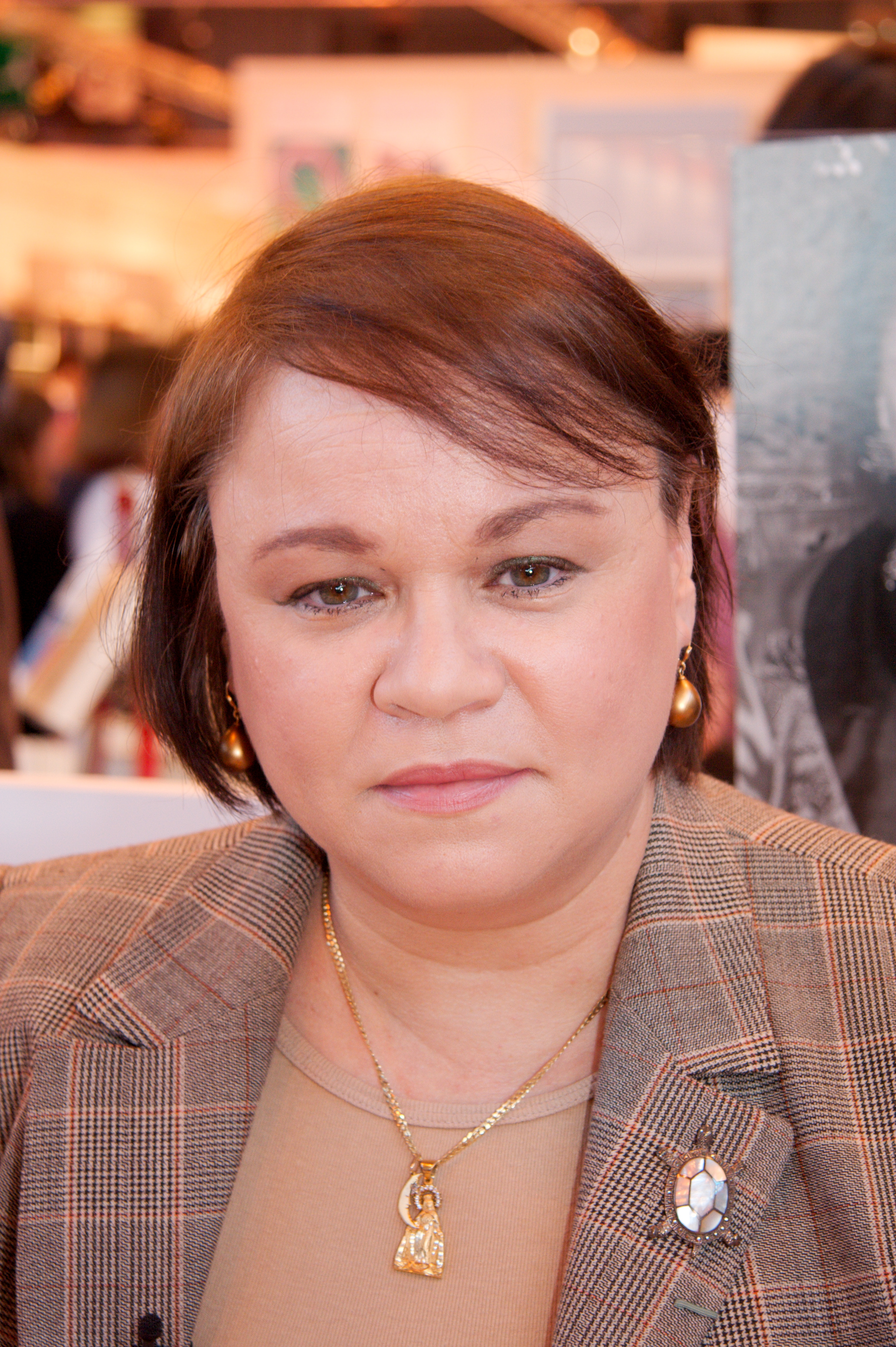
Сучасна кубинська письменниця Зої Вальдес

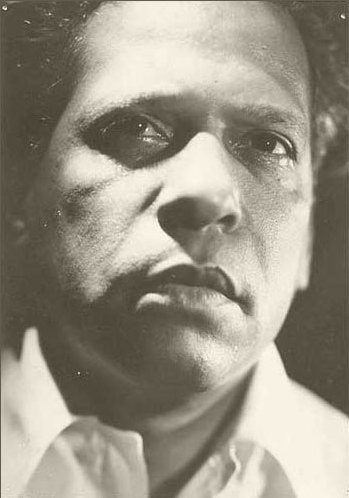
Ніколас Гільєн

### Музика

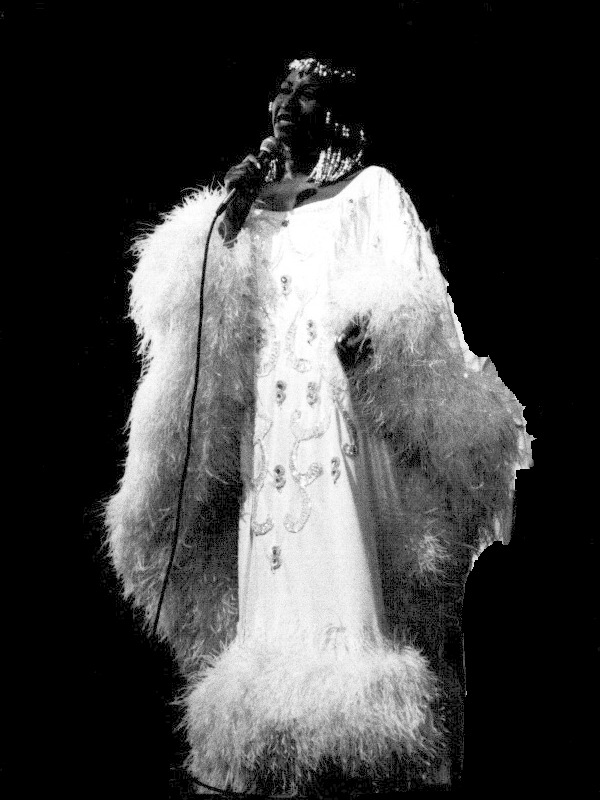
Селіа Круз, котру називали «Королевою сальси»

Багато специфічних особливостей кубинського мистецтва висвітлено і розтлумачено в працях антрополога і музикознавця Фернандо Ортіса (1881—1969), який досліджував роль африканської культурної спадщини в кубинській культурі і здобув міжнародну популярність. За Ортісом, «любовний союз між іспанською гітарою і африканським барабаном» породив найхарактерніші для Куби музичні форми, танець румбу і протяжну пісню-сон. Кубинська музика зберегла європейський мелос, сприйнявши своєрідні і багаті африканські ритми. Пісенні традиції іспанського фольклору простежуються в найпоширеніших музичних жанрах — таких, як романтичні пісні і балади (пунто), сільський танець сапатео (типу чечітки) і селянська пісня гуахіра.

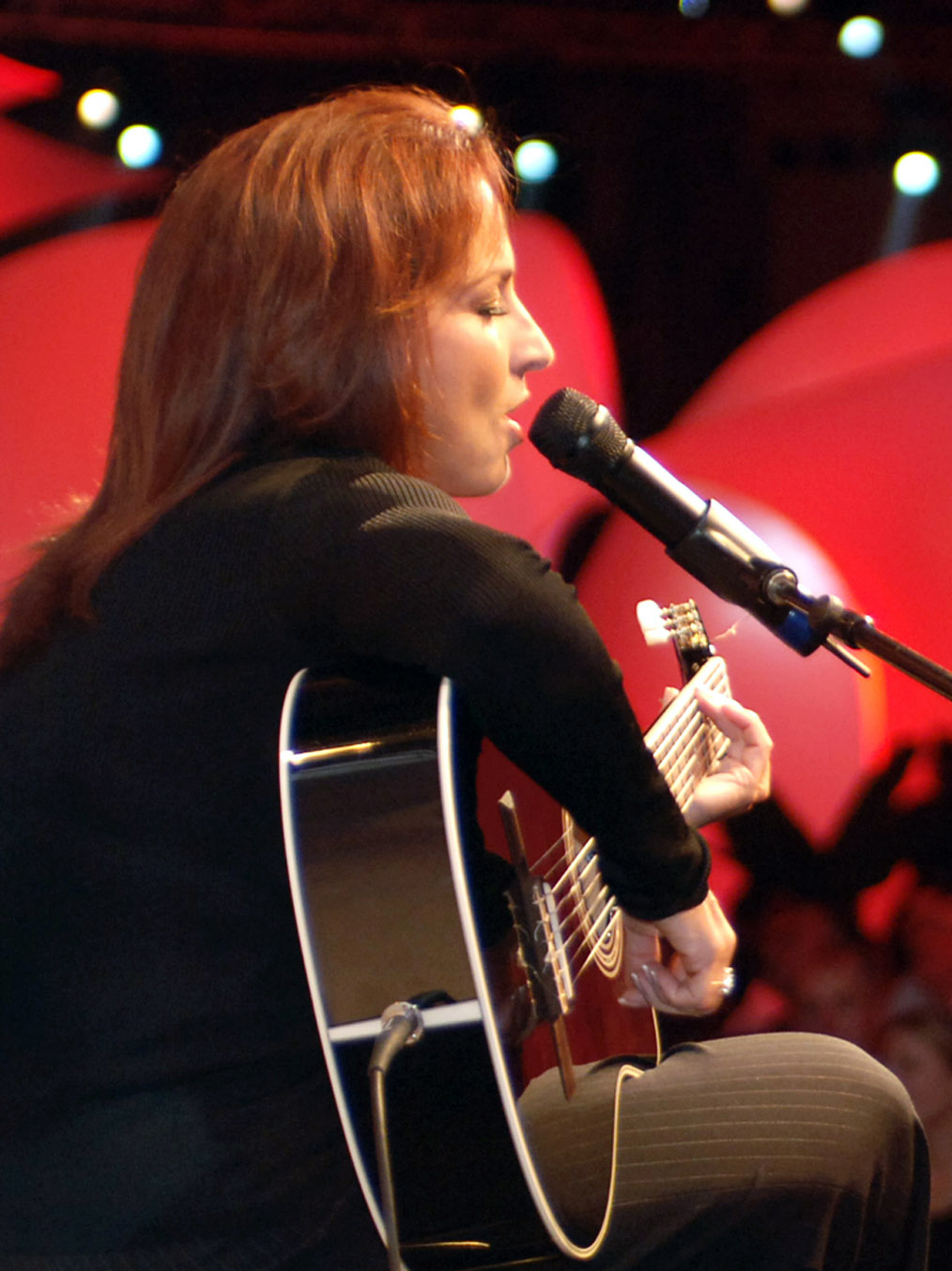
Глорія Естефан претендує на титул королеви латиноамериканської поп-музики

Започаткували професійну кубинську композиторську школу Мануель Саумель Робредо (1817—1870) і Ігнасіо Сервантес Каванаг (1847—1905), який вперше використав у своїх кубинських танцях для фортепіано теми національного фольклору. Основоположниками кубинської опери стали Едуардо Санчес де Фуентес (1874—1944) і Хосе Маурі Естеве (1856—1937), який уперше звернувся до традицій афро-кубинського фольклору. Цю тенденцію розвинули в руслі сучасних музичних форм два найкращих кубинських композитори XX ст.: Амадео Рольдан (1900—1939) і Алехандро Гарсія Катурла (1906—1940). Велику популярність мають пісні і п'єси Ернесто Лекуони (1896—1963). Після революції національну музичну традицію розвивають композитори, що зазнали впливу західноєвропейського авангардизму: Карлос Фаріньяс (нар. в 1934), керівник національного симфонічного оркестру (засн. 1960) Мануель Дучесне Кусан (нар. в 1932), гітарист Лео Брауер (нар. в 1939), Хуан Бланко (нар. в 1920), прихильник електронної музики. «Товариство любителів музики» і «Ліцеум», які існували до революції і пропагували хорошу музику, були замінені після 1959 року численними будинками культури.
Народна кубинська музика залишається основою багатьох сучасних танцювальних ритмів у всьому світі. Крім співаків і музичних груп, що були популярними в 1930-х, 1940-х і 1950-х роках (таких як Бенні Мор і тріо «Матаморес»), світову популярність у 1990-х роках здобули такі співаки, як Пабло Міланес, Сільвіо Родрігес, Омара Портуондо і Єлена Бурке, джазові піаністи Чучо Вальдес і Гонсало Рубалькаба, а також ансамблі Еліо Плаксі, Ісаака Дельгадо, Пачо Алонсо, Адальберто Альвареса, ансамбль «Лос Бан-бан» тощо.

### Кіно та театр
Під егідою Кубинського інституту кіномистецтва і кінопромисловості, заснованого 1959 р., процвітає національна кінематографія. Найпопулярнішими є режисери Хуліо Гарсія Еспіноса (нар. в 1926), Умберто Солас (нар. в 1942) і Томас Гутьєррес Алеа (1928—1996). Фільми Лусія (1968) Соласа, «Спогади про відсталість» (1968) і «Суниці і шоколад» (1993) Гутьєрреса Алеа отримали багато міжнародних премій. Починаючи з 1979 р., в Гавані щорічно проходить міжнародний кінофестиваль — найбільший кінофорум у Латинській Америці і третій за значенням у Західній півкулі. Хоча на стані кубинської кінематографії сильно позначилася фінансова криза, пов'язана з падінням світової соціалістичної системи, до кінця 1990-х років у ній намітилися ознаки відродження; за допомогою іноземних кінопродюсерів, найчастіше мексиканських або іспанських, знімаються нові фільми. У грудні 1998 р. в Гавані відбувся 20-й традиційний кінофестиваль, і головний приз на ньому здобув кубинський фільм режисера Фернандо Переса.
Після революції в країні зросла кількість театрів, у тому числі таких, що дають вистави на відкритих майданчиках. Першим таким театром був створений наприкінці 1960-х років експериментальний театр «Ескамбрай», яким керує Серхіо Коррієрі, що прославився виконанням головної ролі у фільмі Гутьєрреса Алеа «Спогади про відсталість». Сюжети п'єс, які ставляться в цьому театрі, запозичені з життя і відображають інтереси простих людей провінції Ескамбрай, а професійна діяльність трупи тісно пов'язана із соціологічною і політичною діяльністю. Загалом у країні діє понад 50 драматичних колективів. Велику популярність має Національний балет Куби, створений у 1948 році прославленою балериною Алісією Алонсо, а також «Балет Камагуея», фундатором якого був Фернандо Алонсо. Є також чудовий фольклорний танцювальний колектив.

### Образотворче мистецтво
Формування національної школи живопису припадає на першу половину XIX ст., коли була заснована (1817) Академія Сан-Алехандро (нині — Національна школа витончених мистецтв Сан-Алехандро). Тенденція до відображення національної дійсності яскраво виявляється на рубежі XIX—XX ст. у творчості живописців Армандо Менокаля (1863—1942), який зобразив сцени визвольної війни, і жанристів Леопольдо Романьяча (1862—1951) і Рамона Лоя (нар. в 1894). На кубинських художників XX ст. помітно вплинуло сучасне французьке мистецтво. До їх числа належать абстракціоністи Амелія Пелаес (1897—1968) і Маріано Родрігес (нар. в 1912); своєрідні художники Кундо Бермудес і Рене Портокарреро (нар. в 1912), які використовують декоративні й архітектурні мотиви, Марсело Поголотті (н. в 1902), автор картин міської і пролетарської тематики; відомий Вільфредо Лам (нар. в 1902), для якого язичницький релігійний культ сантерії послужив основою власного фантастичного світу; нарешті, Маріо Карреньо, автор фресок, що зображають життя чорношкірих селян Куби. У 1950-х роках серед молодих художників набув великого поширення абстракціонізм, як форма протесту проти традиційного мистецтва. До цього напрямку належала відома «Група одинадцяти», що об'єднала найталановитіших представників молодого покоління, таких як Рауль Мартінес (нар. в 1927), Антонія Ейріс і Сервандо Кабрера Морене.
У період революції з'явилося нове покоління художників, багато з них здобули широку популярність, наприклад Хосе Бедія, Томас Санчес, Хуан Франсиско Ельсо Паділья, Мойсес Фіналі, Хосе Франко, Флавіо Гарсіандія, Мануель Мендіве, Сайда дель Ріо, Хулія Вальдес, Марта Марія Перес Браво. До них приєдналася низка ще молодших художників, які вже встигли заявити про себе у світі мистецтва: Абель Барросо, Таня Бругера, Карлос Естевес, Алісія Леаль, Ельса Мору, Сандра Рамос, подружжя Карпентер. У 1990-х роках з'явилася група талановитих художників-самоучок, у тому числі Роберто Гуді Матаморос, Ісабель де лас Мерседес і Хільберто де ла Нуес. Найбільшою самобутністю відрізняються роботи Гарсії Монтебраво, Луїса Родрігеса і Хуліана Еспіноси. Починаючи з 1984 р., коли Центр ім. Вільфредо Лама організував Перший Гаванський фестиваль мистецтв, кожні два роки в Гавані влаштовується міжнародна виставка образотворчого мистецтва («Б'єнналь»), що представляє мистецтво Латинської Америки і всього третього світу.

### Музеї

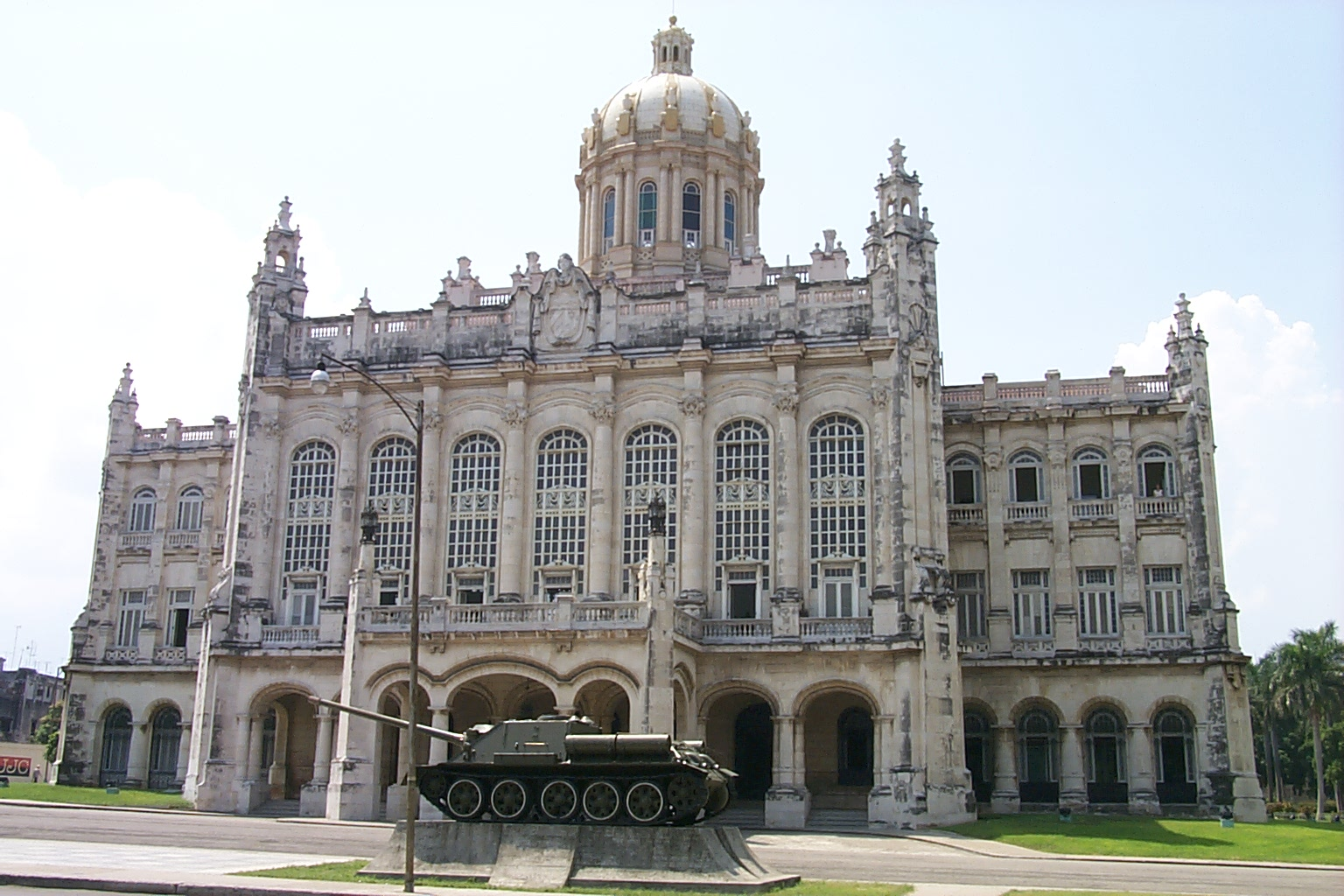
Музей Революції розташований в історичному центрі Гавани. Будівля, де розміщені експозиції музею, раніше використовувалася в якості президентського палацу.

Найкращим музеєм Куби вважається Національний музей (заснований у 1913 році), де представлена колекція витворів європейського мистецтва від античності до наших днів і кубинського живопису XVIII—XX століть. Варто згадати й інші музеї, наприклад, прекрасний музей кераміки, розташований у замку Кастильйо-дель-Реаль-Фуерса, Музей декоративного мистецтва (заснований у 1964), надзвичайно цікавий Наполеонівський музей (заснований у 1961), що представляє мистецтво, предмети побуту і зброю періоду 1789—1815 років; Музей мистецтва XVIII ст.; музей «Феліпе Поей» та Етнологічний музей.
У 1984 році ЮНЕСКО оголосило центр Старої Гавани «культурним надбанням людства». Була проведена реставрація багатьох старовинних будівель з метою відтворення їхнього первинного вигляду, причому цей процес продовжувався і в 1990-х роках. Чудовим зразком мистецтва реставраторів є реконструкція гаванської Старої площі (Пласа-В'єха).

## Спорт
Основними видами спорту на Кубі є бейсбол, бокс, волейбол і баскетбол. Популярні також плавання, спортивна риболовля і футбол. Уряд Кастро заохочує і щедро субсидує розвиток спорту. На Панамериканських іграх у Гавані (серпень 1991 р.) Куба посіла перше місце, завоювавши 140 золотих медалей. На Олімпійських іграх 1992 р. кубинці досягли значних успіхів у боксі і бейсболі й посіли четверте місце за загальною кількістю здобутих медалей. На Карибських і Центральноамериканських іграх, що проходили в Пуерто-Рико 1993 року, Куба завоювала 275 медалей, на 75 більше, ніж всі інші країни-учасниці разом узяті. Навіть у період економічної кризи в 1996 р. Куба зуміла вийти на п'яте місце за числом здобутих медалей на Олімпійських іграх в Атланті (США).

## Українсько-кубинські зв'язки
Українсько-кубинські відносини були пов'язані, з одного боку, зі співпрацею УРСР та соціалістичної Куби, а з другого — з участю кубинської політичної еміграції у діяльності Антибільшовицького блоку народів. Дипломатичні відносини між незалежною Україною та Кубою були встановлені 12 березня 1992 р. У 1990-х роках найвідомішим аспектом зв'язків між країнами було оздоровлення на Кубі дітей, що постраждали від чорнобильської катастрофи.
У березні 2014 року, Куба проголосувала проти Резолюції Генасамблеї ООН про підтримку територіальної цілісності України, де-факто підтримавши анексію Криму Російською федерацією.